# Divisió de Chitrakut
La divisió de Chitrakut o Chitrakoot és una entitat administrativa d'Uttar Pradesh a l'Índia. La capital és Chitrakoot. Està formada per quatre districtes:
- Districte de Banda
- Districte de Chitrakoot
- Districte d'Hamirpur
- Districte de Mahoba

Era part de la divisió de Jhansi però fa uns quants anys es va constituir en entitat separada.